# Galaxias paucispondylus
Galaxias paucispondylus is een straalvinnige vissensoort uit de familie van de snoekforellen (Galaxiidae). De wetenschappelijke naam van de soort is voor het eerst geldig gepubliceerd in 1938 door Stokell.